# 일리아 토푸리아
일리아 토푸리아(Ilia Topuria, 1997년 1월 21일 ~ )는 조지아계 스페인인 종합격투기 선수로, 현재 UFC 페더급 챔피언이다

## 배경 및 초창기 경력
토푸리아는 독일 할레에서 조지아인 부모 사이에서 태어났으며, 어린 시절 조지아에서 성장하다가 이후 스페인 알리칸테로 이주하였다. 15세 무렵부터 종합격투기를 시작했으며, Climent Club 소속으로 주짓수와 레슬링을 익혔다. 2015년 프로 데뷔 이후 유럽 지역 대회를 중심으로 활동하다 2020년 UFC에 진출했다.

## UFC 경력
2020년 UFC 데뷔전을 승리로 장식한 이후, 기량과 카리스마로 주목받으며 연승을 이어갔다. 2024년 2월 UFC 298에서 알렉산더 볼카노프스키를 KO로 꺾고 페더급 챔피언에 등극하였다. 이후 같은 해 UFC 308에서 맥스 할로웨이를 KO로 제압하며 첫 타이틀 방어에 성공했다. 2025년 6월에는 라이트급 타이틀 도전을 앞두고 있다.

## 스타일 및 기타
오소독스 스탠스를 기반으로 강력한 복싱과 그라운드 기술을 겸비한 파이터로 평가된다. 브라질리언 주짓수 검은 띠를 보유하고 있으며, 스페인과 조지아 이중 국적을 가지고 있다.

## 주요 업적
- UFC 페더급 챔피언 (2024년 ~ )
- UFC Performance of the Night 4회 수상
- UFC Fight of the Night 1회 수상

## 전적
| 결과 | 전적  | 상대                  | 방식                          | 대회                | 날짜             | 라운드, 시간 | 장소                   |
| ---- | ----- | --------------------- | ----------------------------- | ------------------- | ---------------- | ------------ | ---------------------- |
| 승   | 16- 0 | 찰스 올리베이라       | KO (펀치)                     | UFC 317             | 2025년 6월 29일  | 1R, 2:27     | 미국, 라스베이거스     |
| 승   | 15–0  | 맥스 할로웨이         | KO (펀치)                     | UFC 308             | 2024년 10월 12일 | 2R, 3:10     | 미국, 라스베이거스     |
| 승   | 14–0  | 알렉산더 볼카노프스키 | KO (펀치)                     | UFC 298             | 2024년 2월 17일  | 2R, 3:32     | 미국, 애너하임         |
| 승   | 13–0  | 조시 에밋             | 판정 (전원 일치)              | UFC on ABC 5        | 2023년 6월 24일  | 5R, 5:00     | 미국, 잭슨빌           |
| 승   | 12–0  | 브라이스 미첼         | 암 트라이앵글 초크 서브미션   | UFC 282             | 2022년 12월 10일 | 2R, 3:10     | 미국, 라스베이거스     |
| 승   | 11–0  | 제이 허버트           | KO (펀치)                     | UFC Fight Night 204 | 2022년 3월 19일  | 2R, 1:07     | 영국, 런던             |
| 승   | 10–0  | 라이언 홀             | KO (펀치)                     | UFC 264             | 2021년 7월 10일  | 1R, 4:47     | 미국, 라스베이거스     |
| 승   | 9–0   | 데이먼 잭슨           | KO (펀치)                     | UFC on ESPN 17      | 2020년 12월 5일  | 1R, 2:38     | 미국, 라스베이거스     |
| 승   | 8–0   | 유세프 잘랄           | 판정 (전원 일치)              | UFC Fight Night 179 | 2020년 10월 10일 | 3R, 5:00     | 아랍에미리트, 아부다비 |
| 승   | 7–0   | 스티븐 곤잘레스       | 서브미션 (길로틴 초크)        | Cage Warriors 94    | 2018년 6월 16일  | 1R, 1:52     | 스페인, 안달루시아     |
| 승   | 6–0   | 루카스 파레도         | 서브미션 (리어 네이키드 초크) | Cage 36             | 2018년 1월 27일  | 1R, 1:30     | 핀란드, 헬싱키         |
| 승   | 5–0   | 나우엘 무티노         | TKO (펀치)                    | Mix Fight Events 37 | 2017년 10월 14일 | 1R, 2:02     | 스페인, 발렌시아       |
| 승   | 4–0   | 프랑수아 브리오       | 서브미션 (암바)               | Mix Fight Events 36 | 2017년 6월 17일  | 1R, 3:01     | 스페인, 발렌시아       |
| 승   | 3–0   | 마우로 살자           | 서브미션 (리어 네이키드 초크) | Mix Fight Events 35 | 2016년 11월 19일 | 1R, 2:45     | 스페인, 발렌시아       |
| 승   | 2–0   | 안젤로 살바도르       | 서브미션 (암바)               | Mix Fight Events 34 | 2016년 6월 25일  | 1R, 3:19     | 스페인, 발렌시아       |
| 승   | 1–0   | 프란시스코 베니테스   | 서브미션 (길로틴 초크)        | Mix Fight Events 33 | 2015년 11월 21일 | 1R, 2:16     | 스페인, 발렌시아       |